# Gai Claudi Centó (cònsol 240 aC)
|  | «Gai Claudi Centó» redirigeix aquí. Vegeu-ne altres significats a «Gai Claudi Centó (general)». |

Gai Claudi Centó (en llatí: Gaius Claudius App. f. C. n. Centho) era fill d'Api Claudi Cec. Va ser un magistrat romà del segle iii aC, i formava part de la gens Clàudia i de la família dels Claudi Centó.
Va ser elegit cònsol de Roma l'any 240 aC juntament amb Marc Semproni Tudità. Va ser censor el 225 aC, interrex el 217 aC i dictador el 213 aC.